# Kevin Williams (Pornodarsteller)
Kevin Williams (* 5. November 1965) ist ein US-amerikanischer Pornodarsteller und neben Joey Stefano wohl der in regelmäßig passiven Rollen bekannteste.
Rod Pounder, der Filmkritiker des Männermagazins OutRage, kürte ihn im Oktober 1997 zum „Best bottom of all time“.
Kevin Williams begann seine Karriere 1987 und war bis 1999 aktiv. Er hat damit nicht nur eine außergewöhnlich lange Karriere als Pornodarsteller hinter sich, ihm gelang auch, nachdem es still um ihn geworden war, ein Comeback.

## Filmografie
- 1987 – Out of Bounds
- 1987 – The Switch Is On
- 1987 – Hot Wired
- 1987 – Big Guns
- 1988 – Bad Boys Club
- 1988 – Bare Tales
- 1988 – In Your Wildest Dreams
- 1988 – On The Bi-Side
- 1988 – Big Bad Boys
- 1988 – The Boys Of Summer
- 1989 – Best Of All
- 1990 – The Best Of Kevin Williams
- 1991 – The Look
- 1992 – Catalina Blonds
- 1993 – In Your Wildest Dreams
- 1995 – Striker Force
- 1998 – Betrayed
- 1999 – Catalina Cuties
- 1999 – Hot Wired Viewers' Choice
- 1999 – Fullfilled

## Ehrungen
- 1997 – Rod Pounder (Magazin OutRage): „Best bottom of all time“
- 2000 – GayVN Awards: „Best Group Scene—tie“
- 2001 – GayVN Awards: „Hall of Fame“